# Istituto Penale per Minorenni "Ferrante Aporti"
L'Istituto Penale per Minorenni "Ferrante Aporti" o Carcere minorile "Ferrante Aporti" è un complesso carcerario di Torino, attivo dagli inizi dell'800 che accoglie minori (14/18 anni) e giovani adulti (18/25anni) italiani e stranieri, sottoposti a provvedimento restrittivo da parte delle Autorità Giudiziarie minorili. Situato nel quartiere Lingotto, è l'unico Istituto Penale Minorile del Piemonte.

## Storia
Il primo istituto carcerario per minori nacque a Torino nella seconda metà del ‘700. Nella sua sede di via Nizza raccoglieva giovani delinquenti o senzatetto con obiettivi repressivi e non educativi. Nel 1818 l'amministrazione decise di unire l'istituto con quello che si dedicava alle ragazze e, come diceva espressamente nelle sue intenzioni, alla «correzione delle donne di mala vita», alla periferia della città, in una cascina-ex convento del '700 che la voce popolare chiamava la generala. Lo stabile era costituito da 300 celle singole e si prevedeva il lavoro agricolo per gli “abili”, i non “irriducibili” e i non abbienti escludendo dal lavoro coloro che, mantenuti dalle famiglie, non necessitavano di sostentamento.
L’Istituto fu anche una fabbrica per la lavorazione dell’indaco e alcuni degli ampi spazi attualmente in uso, destinati alle attività, mostrano chiaramente la vocazione industriale. Nel 1820 infatti l'istituto di correzione (in quel tempo solo femminile) venne utilizzato sfruttando la manodopera delle sue ospiti, come fabbrica chimica per la produzione di quel particolare colore.
Nel 1845 un grande impulso giunse da re Carlo Alberto di Savoia, che volle un nuovo piano di edilizia penitenziaria nazionale che operasse verso il ravvedimento dei carcerati. I giovani detenuti vennero seguiti dalla Società Marsigliese di San Pietro in Vincoli ed in seguito dal governo stesso, tramite la Società Reale di patrocinio dei giovani liberati dal carcere. L’obiettivo era quello di lottare contro la delinquenza offrendo ai ragazzi la possibilità di apprendere una professione e di studiare all’interno della struttura. Il tasso di recidività calò di colpo e Torino si trovò all’avanguardia europea degli istituti detentivi.
La storia ricorda l'importante contributo portato alle condizioni carcerarie all'interno della “Generala” da Don Bosco e lo straordinario evento, nel 1855, dell'uscita dei 300 ragazzi per la “merendina” cioè la tipica scampagnata del giorno di Pasquetta, con conseguente ritorno in cella per la sera.
Nel 1885, con il passaggio dell’età imputabile dai 9 ai 14 anni, l’istituto abbandonò definitivamente la dicitura di “riformatorio per corrigendi” e venne intitolato a Ferrante Aporti, presbitero, pedagogista e politico italiano, che nel 1844 era stato invitato nel capoluogo torinese da re Carlo Alberto di Savoia a tenere il primo corso di "Metodo per gli insegnanti elementari" all'Università e che ivi morì.
Agli inizi degli anni 2000 si decise la costruzione di un nuovo edificio, conforme alle normative vigenti, adiacente all'esistente, ormai inadatto ad ospitare i giovani detenuti. La nuova struttura fu inaugurata nel 2013.

## Descrizione
L’edificio attuale, in buono stato grazie alle donazioni e ai finanziamenti da enti esterni (fondazioni bancarie, volontariato, enti locali), ha attrezzature all’avanguardia (soprattutto il reparto cucina); ha l’area al piano terra dedicata ai laboratori e alle attività formative, dove da un ampio stanzone si affacciano tutte le aule per le attività. Sono presenti una biblioteca, due palestre, una cappella e una sala fumatori utilizzata anche per eventi (come la messa di Natale alla presenza delle autorità cittadine). Nell’area destinata ai giovani adulti sono presenti aree destinate ad attività lavorative e formative: una tipografia e disegno grafico, e un laboratorio di cucina che si occupa di formazione e di catering all’esterno (non della preparazione dei pasti). All'esterno sono presenti un campo da calcio in erba sintetica e una pista polivalente, e un ampio cortile destinato all’aria.
L’Istituto è organizzato in 4 sezioni detentive con 48 posti letto (ma nella struttura precedente, negli anni '70 ne conteneva fino a 200) di cui 2 sono prevalentemente dedicate ai minorenni e 2 ai giovani adulti.
Accanto all’Istituto sorge il Dipartimento per la giustizia minorile e di comunità.

## Cronaca
Negli anni '70 il carcere era al centro di inchieste ministeriali e giudiziarie per le drammatiche condizioni di vita all'interno del carcere. La situazione esplose il 6 maggio 1977, quando al termine di una rivolta nella quale venne presa in ostaggio per alcune ore anche il Giudice di sorveglianza Graziana Calcagno (che in seguito non sporse denuncia per evitare guai ulteriori ai ragazzi), quindici minori scapparono segando le sbarre dell'officina. Nove di loro saranno ripresi nel corso della giornata.
Su impulso dell'allora presidente del tribunale per i minorenni, Paolo Vercellone, e del sindaco Diego Novelli, venne allora organizzato un percorso di riabilitazione e reinserimento alla vita sociale dei detenuti, per trasformare l'istituto da “scuola superiore di delinquenza” (come lo definì lo stesso Novelli) a una sorta di istituto di formazione professionale, atto a ridurre drasticamente gli episodi di recidiva.
Il percorso negli anni successivi previde un sempre maggiore utilizzo delle comunità terapeutiche e l'affidamento in prova ai servizi sociali per il ricollocamento dei ragazzi, cosa che ridusse di molto il numero dei detenuti (da più di 200 ai 20 degli anni '80 circa 40 attuali), ed un ammorbidimento delle condizioni carcerarie che produsse una certa facilità alle evasioni, alcune delle quali sono di seguito elencate.
Il 13 settembre 1988 un sedicenne evade per la seconda volta in dieci giorni per andare a trovare la fidanzata a Brescia. Il 25 agosto 1990 avviene un'altra evasione per amore ad opera di un giovane libico. Il 6 aprile tre ragazzi segano le sbarre di una cella, si lasciano cadere in un giardino da una altezza di sei metri ed evadono per dodici ore. Il 18 gennaio 1996 due minori albanesi aggrediscono due guardie penitenziarie e fuggono sottraendo loro le chiavi.
A partire dagli anni '90, le condizioni carcerarie peggiorano nuovamente e le rivolte (che a volte riescono a provocare il trasferimento di alcuni agenti maneschi) tornano ad essere piuttosto frequenti: il 19 marzo 1993 una quindicina di minori extracomunitari danno vita ad una rissa che si conclude con la rottura di vetri ed attrezzi di lavoro. Il 23 febbraio 1999 il ritardo dell'arrivo del caffelatte a colazione induce i detenuti a dar fuoco ai materassi di una camerata, provocando l'intossicazione di undici tra ragazzi e guardie penitenziarie. Nel dicembre 1999 alcuni ragazzi tentano il suicidio per protesta ingerendo del topicida. Nel maggio 2000 alcuni detenuti maghrebini, già protagonisti di una rivolta un mese prima che porta anche al processo alcune guardie penitenziarie e il direttore del carcere (poi assolti), fa a pezzi le suppellettili di una cella e sette minori chiedono l'isolamento volontario per allontanarsi da loro.
È in quel contesto che nel 2002, su impulso del Sottosegretario di Stato Michele Vietti, il Ministero di Grazia e Giustizia guidato da Piero Fassino decide la radicale trasformazione del complesso tramite la costruzione di un nuovo stabile adiacente all'esistente, capace di contenere una cinquantina di persone, ad opera dell'architetto Burdese. Il progetto verrà completato nel 2013.
Una nuova rivolta, della durata di tre giorni, avviene tra il 31 ottobre e il 2 novembre 2022, quando dopo aver scavalcato la rete di recinzione per recuperare, come sembrerebbe, pacchi lanciati dall’esterno contenenti sostanza stupefacente, alcuni minori si rifiutano di tornare nelle loro celle. Qualche giorno dopo, in una sezione riservata a minori (la quarta), vengono bruciati materassi, divelti lavandini e termosifoni, scardinate porte dei bagni e solo dopo ore e vari tentativi di mediazione e con l’ingresso dei poliziotti in tenuta antisommossa la protesta rientra. La sezione risulta inagibile e 7 ragazzi tra quelli coinvolti nei disordini sono trasferiti in altri istituti (mentre alcuni sono mandati in comunità). Ancora, nella notte tra l'1 e il 2 agosto 2024, quando più del 90% dei sessanta detenuti (su una quarantina di posti disponibili) è di origine maghrebina, una rivolta notturna lascia dietro di sé devastazione (danni per un milione e mezzo di euro, distrutto anche l'ufficio del direttore) e indagini che portano a undici misure cautelari per devastazione e saccheggio.
Storico Cappellano dell'Istituto è stato don Domenico Ricca, carica che ha ricoperto ininterrottamente per 35 anni.
Nel corso degli anni l'istituto ha ospitato personaggi che hanno poi trovato posto nelle cronache giornalistiche, come "Omar" Mauro Favaro, le assassine di suor Maria Laura Mainetti e quelli di Desirè Piovanelli
Il Ferrante Aporti ospita da molti anni eventi a scopo educativo all'interno delle sue mura, tra i quali si ricordano il video girato dal comico Paolo Hendel nel 1989 per illustrare le attività che si svolgono al suo interno e il concerto di Claudio Baglioni nel 1992 aperto anche alla cittadinanza.